# Anathyrsa macroxyla
Anathyrsa macroxyla är en fjärilsart som beskrevs av Edward Meyrick 1920. Anathyrsa macroxyla ingår i släktet Anathyrsa och familjen Pterolonchidae. Inga underarter finns listade i Catalogue of Life.